# Serotonin (roman)
Serotonin (franska: Sérotonine) är en roman av den franske författaren Michel Houellebecq. Den gavs 2019 ut i Frankrike och samma år på svenska i Sara Gordans översättning.
Romanen kretsar kring den depressive 46-årige agronomen Florent-Claude Labroustes plötsliga uppbrott från sin tillvaro i Paris. Historien berör bland annat frågor om det franska jordbrukets marginaliserade roll, globaliseringens negativa konsekvenser och – i existentiell mening – individens oförmåga att finna varaktig lycka i en tid av varufiering.
Med Serotonin befäste Houellebecq sin plats som en av Europas mest välrenommerade och samtidigt kontroversiella författare. Flera kritiker har pekat på bokens skildring av böndernas protest som profetiskt pekande mot den franska rörelsen Gula västarnas aktioner samma år.